# Mouv Production
Mouv Production est une plate-forme de soutien artistique ayant pour objectif de contribuer au développement du secteur culturel et musical à l’île Maurice,. L'entreprise a été fondée en 2013 sous l'impulsion de Roberto Reine de Carthage. Avec l'aide de Damien Bathurst et de Géraldine Secondis, Mouv Production multiplie les initiatives permettant l'émergence d'artistes sur la scène mauricienne.
Outre l'organisation de nombreuses manifestations et concerts, d'artistes locaux ou internationaux, tout au long de l'année à l'Île Maurice, Mouv Production structure son développement autour de différents concepts.

## One Man Show'Z
Les "One Man Show'Z" permettent à cinq ou six artistes de se produire seul sur scène face au public au cours d'une même soirée. Les artistes sont choisis de manière à mélanger systématiquement des nouveaux talents avec des têtes d'affiches. Chacun ayant trente minutes pour livrer, en solo, le meilleur de leur répertoire. Entre chaque set, un open stage, permet au public de donner la répartie à la scène principale.
Le premier One Man Show'Z de Mouv Production en juin 2014 rencontre un très grand succès, au point qu'un second s'enchaine dix jours plus tard pour célébrer la fête de la musique, sur le Caudan Waterfront, PEM étant parrain de cette édition. S’enchaînent alors de nombreuses éditions de cette formule live permettant à de nombreux artistes d'accéder à la scène,,,,.

## Les Baz'Art Sessionz
Afin de fournir des visuels et un support permettant aux artistes de faire leur promotion et de monter leur savoir faire, Mouv Production crée en partenariat avec The Prod (Société de production audiovisuelle) les Baz'Art Sessionz. Des clips professionnels de quelques minutes tournée dans une atmosphère très intimiste permettent aux artistes d'obtenir une vidéo de qualité,,. Ces vidéos permettent notamment à plusieurs artistes mauriciens d'accéder à des castings internationaux,,,. Ces vidéos restant en accès libre sur le site Youtube ou à la disposition des artistes, on y retrouve des slameurs en devenir comme Skizofan et des artistes de renoms comme Hans Nayna, Blakkayo.

## Talent's by Mouv
Les différentes activités de Mouv Production ayant été remarqué par le directeur de casting de "The Voice France" Bruno Berberes, il leur est confié le casting pour l'Île Maurice en 2015 projet qui voit le jour en 2015 sous l’appellation "Talent's by Mouv". Le casting permet l'accession de plusieurs candidats de l'Île Maurice à l'émission française,,,.

## Dombeya Music Festival
Annuellement, fin octobre, Mouv Production organise un festival musical dans le sud de l'Île Maurice, le Dombeya Music Festival,.